# Weiding (Schwandorf)
Weiding è un comune tedesco di 593 abitanti, situato nel land della Baviera.